# Свято гранату
Свято гранату — щорічний фестиваль, який проводиться в Гейчайському районі в період збору гранату. Під час фестивалю відбуваються виставки різних сортів гранату («Велес», «Шихбаба»).
| Прапор Азербайджану | Це незавершена стаття про Азербайджан. Ви можете допомогти проєкту, виправивши або дописавши її. |